# Мадона дел Порто (Терни)
Мадона дел Порто је насеље у Италији у округу Терни, региону Умбрија.
Према процени из 2011. у насељу је живело 85 становника. Насеље се налази на надморској висини од 103 м.